# الصحة في البرتغال

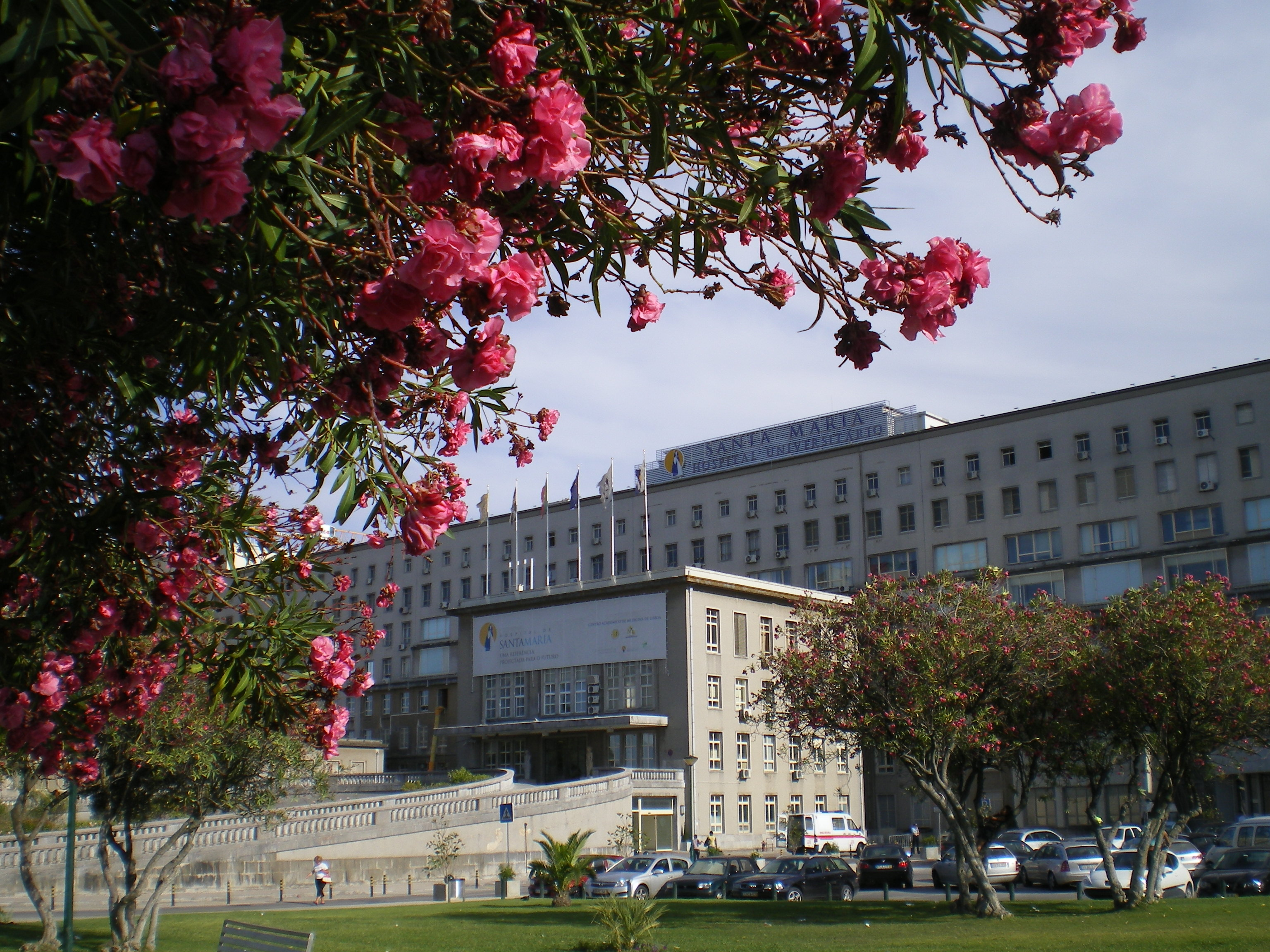
مستشفى سانتا ماريا في لشبونة

تتميز الصحة في البرتغال بوجود نظام رعاية صحية عالي الجودة (يحتل المرتبة التاسعة أوروبياً والثانية عشر عالمياً)، وذلك ما سمح للبلاد بتحقيق تراتيب جيدة في العديد من المؤشرات الصحية.

## احصائيات
وفقاً لتقرير للتنمية البشرية الصادر عن برنامج الأمم المتحدة الإنمائي فإن متوسط العمر المتوقع في البرتغال لعام 2014 كان عند الـ80 سنة. وقد احتل نظام الرعاية الصحية البرتغالي المرتبة الثانية عشر في الأداء العام التي منحته منظمة الصحة العالمية في تقرير عام 2000 الذي صنف أنظمة الرعاية الصحية لكل دولة من الدول الأعضاء في الأمم المتحدة وعددها 190 دولة. ومع ذلك فقد احتلت البرتغال المرتبة 27 كأكثر نظم الرعاية الصحية تكلفة للفرد الواحد.
و مثل الدول الاوربية، فإن معظم البرتغاليين يموتون من الأمراض غير السارية. معدل الوفيات الناتجة عن الأمراض القلبية الوعائية هي أعلى من التي في منطقة اليورو. ولكن المكونين الرئيسيين لهما هم مرض القلب الإقفاري والأمراض الدماغية الوعائية يظهران اتجاهات عكسية مقارنة مع أوروبا، كما أن الأمراض القلبية الوعائية هي أكبر قاتل في البرتغال 17٪. يموت البرتغاليون على الأقل بنسبة 12٪ من السرطان في أوروبا، لكن معدل الوفيات لا يتناقص بالسرعة التي ينخفض بها في أوروبا. السرطان أكثر شيوعا بين الأطفال وكذلك بين النساء دون سن 44 عاما. على الرغم من أن سرطان الرئة (الذي يتزايد ببطء بين النساء) وسرطان الثدي (يتناقص بسرعة)النادر، فإن سرطان عنق الرحم والبروستاتا أكثر تكراراً. البرتغال لديها أعلى معدل وفيات لمرض السكري في أوروبا، مع زيادة حادة منذ أواخر الثمانينات
انخفض معدل وفيات الرضع في البرتغال انخفاضا حادا في الثمانينات، عندما توفي 24 من كل 1000 طفل في السنة الأولى من العمر. هو الآن حوالي 3 لكل 1000 مولود. وكان هذا التحسن يرجع أساسا إلى انخفاض معدل وفيات حديثي الولادة، من 15.5 إلى 3.4 لكل 1000 ولادة.
عادة ما يكون الناس على علم بحالة صحتهم  والآثار الإيجابية والسلبية لسلوكهم على صحتهم واستخدامهم لخدمات الرعاية الصحية. ومع ذلك، فإن تصوراتهم عن صحتهم يمكن أن تختلف عن البيانات الإدارية والبيانات القائمة على الفحص حول مستويات المرض داخل المجموعات السكانية. وبالتالي  فإن نتائج المسح التي تعتمد على الإبلاغ الذاتي على مستوى الأسرة تكمل بيانات أخرى عن الحالة الصحية واستخدام الخدمات. إن ثلث البالغين صنفوا صحتهم بأنها جيدة أو جيدة جداً في البرتغال. هذا هو أدنى مستوى من البلدان الأوروبية التي تنشر التقارير وتعكس الوضع السلبي نسبيا للبلد من حيث الوفيات ونسب المرض   
13.09٪ من السكان مصابون بمرض السكري، وهذا يكلف حوالي 2,011 دولارًا للشخص الواحد سنويًا.
حقق مرض ماديرا ثالث أعلى معدل وفاة من أمراض الجهاز التنفسي في أي منطقة في أوروبا في عام 205 بمعدل 151 لكل 100000 من السكان. في عام 2015 تشير التقديرات إلى أن13.09٪ من السكان مصابون بمرض السكري، ويكلف حوالي 2,011 دولارًا للشخص الواحد سنويًا   